# That Girl (canción de Raven-Symoné)
«That Girl» (en español Esa Chica) es una canción de la cantante estadounidense Raven-Symoné, incluida en su cuarto álbum de estudio, Raven-Symoné.

## Información
La canción fue escrita por Kwamé Holland y Chasity Nwagbara, y producida por el primero para Kwamétheboygenius Music. Anteriormente fue titulada "Got It Girl", pero fue cambiada porque se confundía con "Girl Get It".

## Posicionamiento
Aunque la canción no fue lanzada como sencillo o canción promocional, logró entrar al Top 200 de Brasil.
| Listas (2007)  | Posición |
| -------------- | -------- |
| Brasil Top 200 | 98       |

## Créditos
- Escritores: Kwamé Holland, Chasity Nwagbara.[1]
- Productor: Kwamé Holland.[1]
- Mezclas: James Murray, Dave Pensado, Jaycen Joshua.[1]
- Publicado por Kwamétheboygenius Music.[1]